# Московско побрђе
Московско побрђе (рус. Московская возвышенность) представља источни део пространијег моренског узвишења Смоленско-московско побрђе, а налази се на територијама Московске и Владимирске области Русије. Протеже се од изворишта река Москва и Ворја до извора реке Колокша.
Максимална надморска висина побрђа је до 310 метара, а у основи моренски рељеф је подложан интензивним ерозивним процесима.
Највећи део побрђа прекривен је мешовитим шумама смрче, брезе и јасике.